# Basilica di Notre-Dame-de-Quelven
La basilica di Notre-Dame-de-Quelven (in francese: basilique Notre-Dame-de-Quelven) è una chiesa cattolica di Guern, nel dipartimento del Morbihan.